# Ammophila occipitalis
Ammophila occipitalis är en biart som beskrevs av F. Morawitz 1890. Ammophila occipitalis ingår i släktet Ammophila och familjen grävsteklar. Inga underarter finns listade i Catalogue of Life.